# Лена Крун
Лена Крун (на фински: Leena Krohn) e финландска писателка, авторка на голямо по обем и разнообразно по жанр творчество – романи, разкази, книги за деца и есета.

## Биография и творчество
Крун е родена в 1947 година в Хелзинки. Учи философия, психология и литература в Хелзинкския университет. Живее в Перная, Южна Финландия и е писател на свободна практика. Сред темите, които Крун засяга в творчеството си, са отношението на човека със света и със себе си, морала, границата между илюзия и реалност и житейските проблеми, използвайки за фон различни видове изкуствен интелект.
Крун е носителка на няколко награди, между които Финландската награда за литература за 1992 година. Новелата ѝ Tainaron е номинирана за Световната фентъзи награда и Международната награда на гилдията на жанра на ужасите в 2005. Книгите ѝ са превеждани на английски, шведски, естонски, унгарски, руски, японски, латвийски, френски и норвежки.

## Произведения
- Vihreä vallankumous (1970)
- Tyttö joka kasvoi ja muita kertomuksia (1973)
- Viimeinen kesävieras. Kertomuksia ihmisten ilmoilta (1974)
- Ihmisen vaatteissa. Kertomus kaupungilta (1976)
В човешки дрехи. Повест за града, изд.ИК „Отечество“, София (1981), прев. Борис Парашкевов
- Kertomuksia (1976)
- Suomalainen Mignon. Runoja ja lauluja vuosilta 1965-1977 (1977)
- Näkki. Kertomus vesirajasta (1979)
- Metsänpeitto. Kertomus kadonneista (1980)
- Galleria (1982)
- Donna Quijote ja muita kaupunkilaisia. Muotokuva (1983)
- Sydänpuu (1984)
- Tainaron. Postia toisesta kaupungista (1985)
- Oofirin kultaa (Gold of Ophir, 1987)
- Rapina ja muita papereita (1989)
- Umbra. Silmäys paradoksien arkistoon (1990)
- Matemaattisia olioita tai jaettuja unia (1992)
- Todistajan katse (1992)
- Salaisuuksia (1992)
- Tribar (1993)
- Älä lue tätä kirjaa (1994)
- Ettei etäisyys ikävöisi (1995)
- Kynä ja kone (1996)
- Pereat mundus, Romaani, eräänlainen (1998)
- Sfinksi vai robotti. Filosofinen kuvakirja kaikenikäisille (1999)
- Mitä puut tekevät elokuussa (2000)
- Datura tai harha jonka jokainen näkee (2001)
- 3 sokeaa miestä ja 1 näkevä (2003)
- Unelmakuolema (2004)
- Mehiläispaviljonki (2006)